# Diffusione dell'HIV in Angola
La diffusione dell'HIV in Angola ha raggiunto livelli allarmanti e una fetta significativa della popolazione è infetta. Il Programma delle Nazioni Unite per l'AIDS stima che la diffusione fra adulti verso la fine del 2003 fosse del 3,9%, con più di 420.000 persone infette.

## Diffusione
L'Angola ha raggiunto un punto critico nella lotta contro la diffusione dell'epidemia di HIV e AIDS. Le statistiche del ministero della sanità dell'Angola sono in contrasto con quelle dell'UNAIDS: il ministero stima una diffusione del 2,8% tra donne incinte che ricorrono a servizi prenatali, mentre l'UNAIDS stima che gli infetti siano il 3,9% della popolazione. Alcuni pensano che i tassi di diffusione relativamente bassi siano solo l'inizio di un'epidemia che porterà questi numeri a salire vertiginosamente, come successo in altri paesi africani.
La guerra civile angolana, durata 27 anni (1975-2002), ha contribuito alla diminuzione dei nuovi casi di HIV perché ha reso vaste porzioni del paese inaccessibili. Come risultato l'Angola ha diminuito i contatti con paesi adiacenti, molti dei quali hanno un tasso di diffusione di HIV elevato. Ora che la guerra è giunta al termine, le vie di comunicazione si stanno riaprendo, e rendono possibile un avanzamento dell'epidemia in nuove aree. Prove della relazione diretta fra vie di comunicazione e nuove infezioni sono le statistiche che dimostrano un tasso di infezione più elevato nelle provincie vicine ai confini, specialmente nell'area comunicante con la Namibia e la Repubblica Democratica del Congo, dove la diffusione di HIV è la più alta nel paese.
Circa il 70% della popolazione dell'Angola ha meno di 24 anni. I risultati di una ricerca del 2003 condotta fra persone dai 14 ai 24 anni hanno evidenziato che il 43% degli intervistati ha avuto rapporti sessuali prima di compiere 15 anni, una delle percentuali più alte al mondo. Gli intervistati hanno risposto che alcune delle barriere alla prevenzione dell'HIV sono la disponibilità limitata di preservativi, e l'accesso limitato alla sanità. Tra gli intervistati si è inoltre riscontrata un'alta diffusione di malattie veneree, le quali rendono il paese prono a un aumento di casi di HIV.
Gli adulti vengono infettati prevalentemente attraverso rapporti sessuali con più di un partner, con una donna infetta per ogni 0,8 uomini infetti. Altre fonti di infezione sono aghi, apparecchi medici e trasfusione di sangue contaminato. La trasmissione del virus da madre a figlio è la fonte del 15% delle infezioni.

## Campagna nazionale
L'Angola si trova a dover affrontare estremi problemi sociali economici e politici. Si stima che il 68% della popolazione viva in povertà e che il 26% viva in estrema povertà. Ciò nonostante il governo si è impegnato a combattere l'epidemia di HIV e sta lavorando con agenzie di aiuto internazionale, chiese, fondazioni e organizzazioni non governative per riuscire ad offrire servizi pubblici per la prevenzione e la cura dell'HIV. 
Il programma nazionale dell'Angola contro l'AIDS (PNLS) venne fondato dal ministero della sanità nel 1987 per combattere la diffusione di HIV e AIDS. Con l'eccezione delle buste paga, il capitale della PNLS proviene interamente da donazioni. 
La commissione nazionale per l'AIDS venne fondata nel 2002 con l'obbiettivo di attrarre l'attenzione di figure governative di alto livello e combattere l'epidemia; al momento la commissione sta mettendo in azione una strategia designata per durare dal 2003 al 2008. Questa strategia mira a concentrare le risorse della commissione su settori della popolazione particolarmente a rischio: prostitute, camionisti, personale impiegato nello scavo di miniere, personale militare, i giovani, i bambini che vivono per strada, donne in gravidanza, persone riceventi trasfusioni di sangue, rifugiati, carcerati, persone che fanno uso di droga per via intravenosa, personale medico, guaritori tradizionali, e bambini infetti da HIV. 
Nel giugno del 2004, l'assemblea nazionale angolana ha approvato una legge sull'HIV e l'AIDS con lo scopo di "proteggere e promuovere la sanità attraverso l'adozione di misure necessarie per prevenire, controllare, trattare e investigare l'HIV e l'AIDS." In particolare la legge è stata introdotta per proteggere i diritti degli infetti da HIV, come per esempio il diritto al lavoro, a cure mediche gratuite e alla privacy dei propri dati medici.
L'Angola ha sviluppato delle linee guida nazionali per provvedere cure mediche per persone infette da HIV o AIDS, ciò nonostante il sistema per la distribuzione di farmaci per la terapia antiretrovirale necessita di essere implementato al di fuori di Luanda. Circa 2.750 persone stanno al momento facendo uso di terapie antiretrovirali, ma il numero di persone che le necessitano sono circa 30.000.
Per ora la bassa diffusione di HIV in Angola non ha avuto un impatto sulla sua economia; ma se la diffusione continua è probabile che l'epidemia diventi particolarmente devastante nei settori dell'agricoltura, dei trasporti, dell'estrazione di minerali e dell'educazione. La paura dell'HIV e AIDS è alta, e le persone infette vengono discriminate. Nella ricerca del 2003 menzionata prima, si era scoperto che "se il proprietario di un negozio viene scoperto essere siero positivo, più della metà dei giovani, e due terzi delle persone senza istruzione, rifiuterebbero di comprare cibo a quel negozio. Similarmente, più di un terzo dei giovani e due terzi di quelli senza istruzione, rifiuterebbero di condividere un pasto con una persona siero positiva." L'Angola ha circa 1 milione di orfani, l'11% dei quali ha perso i propri genitori per colpa dell'AIDS.